# Simaninggir II
Simaninggir II (Sosopan) is een bestuurslaag in het regentschap Padang Lawas van de provincie Noord-Sumatra, Indonesië. Simaninggir II (Sosopan) telt 145 inwoners (volkstelling 2010).